# 意外 (漫畫)
《意外》（日语： / 副標題：勿怪）是日本漫畫家熊倉隆敏的日本漫畫作品。於講談社旗下Afternoon Season增刊上於2000年8月開始連載，2002年10月AfternoonSeason增刊休刊，隔年2003年換到同社旗下月刊Afternoon刊載於2009年7月連載完畢。單行本全9卷。改編電視動畫於2007年10月至2008年3月由名古屋電視台播映。
故事主線講述能靈視非人存在的姊姊靜流和容易被非人存在附身的姊妹瑞生，透過外祖父的幫助和引導面對各種妖怪之間的事件和成長。

## 劇情簡介
能看見妖魔鬼怪的姐姐靜流和容易被鬼怪事附身的妹妹瑞生兩姊妹，因體質特殊而需要寄居在鄉村的外公家中，經歷了各種被妖怪糾纏的事件，並在外公的幫助和指導下，一點點地成增長。

## 登場人物

### 檜原家
檜原靜流（聲：川澄綾子）
本作女主角之一，擁有巫覡血統的少女。第一話出場時是初中二年生，現在是高中一年生。有一對能看到普通的人看不見的東西的陰陽眼，不過沒有驅除鬼怪的能力。性格老實內向，非常受男生歡迎。愛好把看到鬼怪的體驗寫成詩和小說，在初中的時候的文藝部雜誌發表。由於受到外公的影響，因此對民族學有些認識。
檜原瑞生（聲：水樹奈奈）
本作女主角之一，靜流的妹妹，有著與姐姐對比鮮明的活躍性格。第一話時是小學五年級，現在是初中一年生。有被鬼怪附身的能力，不過不能看見鬼怪。為了不被鬼怪操縱，影響健康狀態，經常隨身攜帶著外公製作的護身符。性格喜歡交際，朋友也多，不過也很容易使人生氣。運動神經很好，學校的馬拉松比賽經常取到好成績，初中之後開始學習柔道。故事後期時已經能夠自行減少小妖怪的影響。
檜原外公（聲：堀勝之祐）
靜流和瑞生的外祖父，照顧擁有異常能力兩姊妹的日常生活。正職是農夫，亦幫助村民解決一些靈異事情作為副業。對兩個孫兒表面非常嚴格，其實獨自為她們擁有靈能力而苦惱。精通民俗學，經常為該地村民提供歷史和民俗的資料。妻子（靜流和瑞生的外婆，配音員：京田尚子）很早以前病死（在動畫中是以還活著姿態登場），獨力照顧著孫子們。
檜原千歲（聲：三石琴乃）
靜流和瑞生的母親，因為女兒們在市區生活時被鬼怪纏擾而委託鄉下的父親照顧她們。不喜歡父親教女兒們妖魔鬼怪的知識。
檜原爸爸（聲：古川登志夫）
靜流和瑞生的父親，與妻子不同，對於女兒們的靈能力並不否定，還有岳父教的怪知識也能夠理解。在另一方面，在乎他的女兒們被說成有精神病的雙親（對靜流和瑞生來說，是爺爺奶奶），對於與哥哥一家之間，抱持著固執的想法。舊姓宗像（むなかた），漁村出身，入贅檜原家和千歲結婚。
三毛
檜原家所飼養的貓。

### 鄰居
日吉啟子（聲：早水理沙）
住在檜原家隔壁的年輕女性公司職員，一真的嬸嬸。與長輩同住，經常被長輩催促交男朋友。靜流和瑞生的外公不在家的時候，由她照顧兩姊妹。
日吉一真
日吉家大兒子的孩子，啟子的姪子。父母在東京經營店鋪。在盂蘭盆節期間借住日吉家。

### 與静流認識的人
亞季（聲：尤加奈）
靜流的青梅竹馬、中學時代的同學。家人有父母和一名在校成績優異的兄長。
飯塚信乃（聲：藤村知可）
靜流的中學時代的同學。中學時代與静流同樣是文藝社。
松永芙美（聲：小笠原亞里沙）
靜流的中學時代的同學。以行動派、陽光女孩自傲。
葛城佐保（聲：桑島法子）
靜流年較大的朋友。在高中文化祭由芙美紹介認識。
御崎柊子
靜流的高中同學。同宿舍外加與静流有相同體質。
清水
靜流的高中同學。同宿舍、直率講話合得來的朋友。
百瀬
靜流的高中同學。肉感體型的巨乳。手工藝部所属。把靜流當作姊姊一般仰慕，對與靜流有共同祕密的御崎抱持著敵意。
茅森
靜流的高中教師。受友人千歳拜託下，照顧輔導静流。對於静流看的到的這體質知情，不過本人卻以輕度精神病呈現出來的幻覺症狀解釋。

### 與瑞生認識的人
久佐子（聲：橋本舞）、優（聲：遠藤綾）、真樹（まき）
瑞生從小學時代以來的同學兼共同行動的朋友。
高津（聲：釘宮理惠）
瑞生的同學。對瑞生有好感。不過由於瑞生男性化的性格原因、常常與她吵架。
笠間（聲：齋藤千和）
高津的朋友。瑞生從小學時代以來的同學。個性臭屁驕傲，曾經因為在分組作業故意偷懶引起瑞生和其他組員的不滿。
藤谷老師（聲：川瀨晶子）
瑞生小學時代的導師。
柴田
瑞生中學的同學、與瑞生同樣是女子柔道部部員。與瑞生性格相反。為了改變自己這樣的個性，邀瑞生一同加入柔道部。
上村（聲：大村香奈子）
瑞生中學1年級的前輩、同樣是女子柔道部部員（在動畫中是小學時代的瑞生柔道道場的前輩）。
水沢厚實
與瑞生有相同體質的小學生。把有相同之苦的瑞生當作姐姐一樣仰慕。有時會一同修行。

### 與祖父認識的人
住持
檜原家菩提寺的住持。
伊福部
檜原家爺爺的弟弟的孩子。靜流和瑞生的表弟。

### 妖怪
揹負（漫畫第1話登場）
會附身在思考或說出任何有關揹人話語的對象身上的妖怪，在本作形象是巨型的胚胎，被附身者如能忍耐至獲得百人之力、或是將其揹回家便可脫身，但耐不住重量者將有身體無法負荷的危險。本篇中瑞生因為向神社並在探索過程中被附身，導致身體一度無法動彈，後由於前來協助的男老師主動將瑞生揹起求醫，令瑞生得以承擔重量而自動消失。
送靈（漫畫第2話登場）
會尾隨當事者的妖怪，當其成長至一定程度時將會補食跟隨目標。本篇中鎖定並尾隨著因為看見瞧不起的對方學業表現出色、擔心自己落榜會被眾人奚落的亞李的兄長，靜流將之轉告給檜原外公後，由檜原外公主持儀式和提示亞李的兄長將其送走。
飯綱（漫畫第3話登場）
狐系的妖怪，本作形象是像幼型黃金鼠的生物。能穿透物理空間探勘環境，會決定效忠的主人並幫助實現願望，受助者一旦產生邪念將會變得驕傲自大。討厭外人將自身和會反噬主人的管狐混淆，弱點是怕貓。本篇中因為原本服侍的主人身故，連同胞也非死即分散他處，附身路經稻荷神神社的瑞生並多度給予其提示，在靜流說明管狐和飯綱的弱點後，瑞生與之約法三章，讓飯綱暫時待在檜原家歇息，之後由於檜原家的家貓三毛返回瑞生身邊而自行離去。
蓑火（漫畫第4話登場）
被稱作「蓑火」、「蓑蟲」但對人類無害的火妖，經常在雨天現身散發出陰火，遭遇陽火或強勢如燈光的陰火便會熄滅。本篇中一度纏上雨天返家的靜流，但由於靜流看見其火光入迷而一時閃神沒注意來車，在路車的燈光照射後隨即消失。
木魅（漫畫第5話登場）
樹木的精靈，會棲居在具有神聖性的樹木上，一旦棲居的樹木沒有被祭祀將會作祟。本篇中瑞生、一真、日吉老奶奶、陪伴姪子的老師在樹林捉昆蟲時，由於瑞生不慎遺落護身符而遭木魅纏身迷惑，由檜原外公主持儀式封印木魅才脫險。

### 其他角色
柳田國男
日本知名作家和民俗學者，以《妖怪談義》和《遠野物語》等著作聞名，

## 用語名詞

### 場景解說
- 原作中有出現栃木縣立栃木高等學校（日语：栃木県立栃木高等学校）的校門和校舍描繪（以第一高校的名稱登場）。實際上是個男校，但是作品中是以男女共校登場。

## 出版書籍
| 冊數 | 講談社         | 講談社                 | 長鴻出版社     | 長鴻出版社           |
| 冊數 | 發售日期       | ISBN                   | 發售日期       | EAN                  |
| ---- | -------------- | ---------------------- | -------------- | -------------------- |
| 1    | 2002年6月19日  | ISBN 978-4-06-314297-6 | 2004年4月5日   | EAN 471-0765-18260-1 |
| 2    | 2003年3月18日  | ISBN 978-4-06-314318-8 | 2004年6月7日   | EAN 471-0765-18423-0 |
| 3    | 2004年3月23日  | ISBN 978-4-06-314341-6 | 2004年9月16日  | EAN 471-0765-18827-6 |
| 4    | 2005年3月23日  | ISBN 978-4-06-314374-4 | 2006年6月14日  | EAN 471-0765-20481-5 |
| 5    | 2006年1月23日  | ISBN 978-4-06-314402-4 | 2006年9月27日  | EAN 471-0765-20840-0 |
| 6    | 2006年11月22日 | ISBN 978-4-06-314435-2 | 2007年6月7日   | EAN 471-0765-21513-2 |
| 7    | 2007年9月21日  | ISBN 978-4-06-314468-0 | 2013年9月30日  | EAN 471-5409-85975-8 |
| 8    | 2008年8月22日  | ISBN 978-4-06-314521-2 | 2013年11月6日  | EAN 471-5409-86049-5 |
| 9    | 2009年7月23日  | ISBN 978-4-06-314574-8 | 2013年11月23日 | EAN 471-5409-86050-1 |

## 電視動畫

### 製作團隊
- 監督 - 西田正義
- 劇本統籌 - 長津晴子
- 分鏡腳本 - 西田正義
- 角色設定、總作画監督 - 河口俊夫
- 美術設計 - 西田稔
- 美術監督 - 柴田正人
- 色彩設定 - 吉田めぐみ
- 攝影監督 - 中村圭介
- 編輯 - 内田渉
- 音響監督 - 三間雅文
- 音樂 - 池賴廣
- 監製 - 高谷与志人、岩瀨安輝、針生雅行
- 動畫監製 - 宇田川純男、橋本信太郎
- 動畫製作 - MADHOUSE、手塚Productions
- 製作電視台 - 名古屋電視台
- 製作 - 意外製作委員会（愛貝克思娛樂、MADHOUSE、講談社）

### 主題曲
片頭曲「ココロの跡」
歌、作詞 - 小坂梨由 / 作曲、編曲 - 酒井陽一
片尾曲「パノラマ」
歌 - 橋本まい / 作詞、作曲、編曲 - かの香織

### 各話列表
| 話數                  | 日文標題 | 中文標題     | 腳本     | 演出       | 作畫監督          | 貴賓 |
| --------------------- | -------- | ------------ | -------- | ---------- | ----------------- | --- |
| 1                     |          | 隔物童子     | 長津晴子 | 内田裕     | 内田裕            | - |
| 2                     |          | 流浪的妖狐   | 長津晴子 | 吉村文宏   | 瀬谷新二          | イズナ - 中尾隆聖 |
| 3                     |          | 送靈         | 長津晴子 | 熨斗谷充孝 | 小田裕康 清水恵蔵 | 亜季の兄 - 三木真一郎                                                                                                  |
| 4                     |          | 笑妖         | 待田堂子 | 竹内啓雄   | 杉野昭夫          | 飯田朋子 - 名塚佳織 漫才A - 伝坂勉 漫才B - 仁科洋平                                                                    |
| 5                     |          | 晴天娃娃     | 長津晴子 | 鈴木卓夫   | 片山みゆき        | 高梨 - 中村悠一 高梨の友達 - 手塚祐介 審判 - 伝坂勉 相手チームA - 逢坂力 相手チームB - 中西英樹 相手チームC - 仁科洋平 |
| 6                     |          | 幸福的毛毛球 | 谷村典子 | 内田裕     | 内田裕            | 澤田 - 大塚周夫 |
| 7                     |          | 蛇帶         | 待田堂子 | 篠幸裕     | 宍倉敏            | 榎本 - 高山みなみ 久佐子の母 - 大村香奈子                                                                              |
| 8                     |          | 山婆婆       | 谷村典子 | 吉村文宏   | 斉藤圭太 篠原隆   | ヤマウバ - 上村典子 深田麻美 - 石松千惠美 バスガイド - 大竹裕子                                                        |
| 9                     |          | 烟烟羅       | 谷村典子 | 竹内啓雄   | 高柳久美子        | - |
| 10                    |          | 鐮鼬         | 待田堂子 | 吉村文宏   | 瀨谷新二          | カマイタチ - うえだゆうじ 子分 - 代永翼                                                                                |
| 11                    |          | 大眼         | 谷村典子 | 牧野吉高   | 金子匡邦          | ダイマナコ - 龍田直樹 モノA - 坂口候一 モノB - 伝坂勉 子供A - 西優子 子供B - 寺谷美香                                  |
| 12                    |          | 真物         | 谷村典子 | 牧野吉高   | 長野まりえ        | 野球部員 - 松尾大亮 バレー部員 - 新沼文那                                                                              |
| 13                    |          | 豆男         | 長津晴子 | 吉村文宏   | 中川航            | マメオトコ - 滝口順平 有田 - 阪口大助 柿本 - 古島清孝                                                                  |
| 14                    |          | 杖櫻         | 長津晴子 | 株本毅     | 片山みゆき        | - |
| 15                    |          | 結草蟲       | 待田堂子 | 篠幸裕     | 宍倉敏            | 家の人 - 森夏姬 サラリーマン - 金野潤                                                                                  |
| 16                    |          | 空林         | 待田堂子 | 篠幸裕     | 宍倉敏            | 古関 - 竹内順子 クラスメイト - 新沼文那                                                                                |
| 17                    |          | 還魂         | 待田堂子 | 吉村文宏   | 斉藤圭太 篠原隆   | 木魅 - 野沢那智 日吉一真 - 石川寛美 日吉のおばあちゃん - 津田匠子                                                      |
| 18                    |          | 啪嗒啪嗒     | 長津晴子 | 北川正人   | 桜井木ノ実        | 大垣薫 - かかずゆみ 薫の祖父 - 麻生智久 薫の父 - 伝坂勉 薫の母 - 大村香奈子                                            |
| 19                    |          | 對視         | 谷村典子 | 松本佳久   | 高柳久美子        | 骸骨 - 納谷六朗 コーチ - 坂口候一                                                                                      |
| 20                    |          | 雷獸         | 待田堂子 | 吉村文宏   | 片山みゆき        | 中原 - 森川智之 中原の母親 - 寺内よりえ 山本 - 志村知幸 中原（少年時代） - 小平有希 男 - 四宮豪                        |
| 21                    |          | 受傷         | 谷村典子 | 牧野吉高   | 長野まりえ        | 合田 - 高垣彩陽 井之頭 - 山口真弓 仲間 - 佐々木日菜子                                                                  |
| 22                    |          | 因幡山       | 待田堂子 | 鈴木卓夫   | 高柳久美子        | 猫又 - 野沢雅子 |
| 23                    |          | 六三         | 谷村典子 | 長岡義孝   | 片山みゆき        | ロクサン - 内海賢二 永澤怜子 - 平野綾 怜子の母 - 小林優子 怜子の祖母 - 小林美奈                                        |
| 24                    |          | 面容         | 長津晴子 | 鈴木幸雄   | 宍倉敏            | 冬吾 - 雪野五月 |
| DVD特典（未播出話數） |          |              |          |            |                   | |
| 01                    |          | 通路風       | 待田堂子 | 竹内啓雄   | 河口俊夫          | - |
| 02                    |          | 青蛙神       | 長津晴子 | 宮村文宏   | 中川航            | カエル - 井上喜久子 |

### 播放電視台
日本深夜動畫：下文記載的日本国内播放時間使用日本標準時間（UTC+9）表示。因為部分時間标识會採用30小时制，因此請留意这类超过24:00的时间，其實際播放時間為翌日清晨。
| 播放地區   | 播放電視台   | 播放日期                      | 播放時間             | 聯播網           | 備註         |
| ---------- | ------------ | ----------------------------- | -------------------- | ---------------- | ------------ |
| 中京廣域圈 | 名古屋電視台 | 2007年10月2日 - 2008年3月25日 | 星期二 26:45 - 27:15 | 朝日電視台系列   | 製作電視台   |
| 東京都     | TOKYO MX     | 2007年10月7日 - 2008年3月16日 | 星期日 23:30 - 24:00 | 獨立UHF局        | アニフリ頻道 |
| 近畿廣域圈 | 朝日放送     | 2007年10月10日 - 2008年4月2日 | 星期三 26:51 - 27:21 | 朝日電視台系列   |              |
| 日本全域   | AT-X         | 2007年12月26日 - 2008年6月4日 | 星期三 9:30 - 10:00  | アニメ専門CS放送 | 有重播       |

### DVD
全9卷。每卷初回特典皆為小冊子。另有各收錄2話的全13卷版本。
| 卷數 | 發售日期      | 收錄話數      | 附錄                                              |
| ---- | ------------- | ------------- | ------------------------------------------------- |
| 1    | 2008年1月25日 | 收錄1 - 2話   | 首刷版收錄未放送話光碟。 附贈原作者描繪的收藏盒。 |
| 2    | 2008年2月22日 | 收錄3 - 5話   |                                                   |
| 3    | 2008年3月28日 | 收錄6 - 8話   |                                                   |
| 4    | 2008年4月25日 | 收錄9 - 11話  |                                                   |
| 5    | 2008年5月23日 | 收錄12 - 13話 | 收錄未放送話                                      |
| 6    | 2008年6月27日 | 收錄14 - 16話 |                                                   |
| 7    | 2008年7月25日 | 收錄17 - 19話 |                                                   |
| 8    | 2008年8月22日 | 收錄20 - 22話 |                                                   |
| 9    | 2008年9月26日 | 收錄23 - 24話 | 附贈原聲帶CD                                      |

## 外部連結
- アフタヌーン｜もっけ｜作品紹介｜講談社コミックプラス（日語）
- もっけ - 名古屋テレビ【メ～テレ】｜名古屋電視台網站存檔｜動畫（日語）
- もっけ｜avex |動畫 （页面存档备份，存于）（日語）
- 意外｜長鴻出版社｜漫畫 （页面存档备份，存于）（繁體中文）